# Sátiras (Juvenal)
Sátiras é uma coleção de poemas satíricos escritos pelo autor romano Juvenal no final do Século I e início do Século II.

## Estrutura
A coleção de dezesseis poemas, escritos em hexâmetro dactílico, está organizada em cinco livros:
- Livro I: Sátiras 1-5
- Livro II: Sátira 6
- Livro III: Sátiras 7-9
- Livro IV: Sátiras 10-12
- Livro V: Sátiras 13-16 (apenas parte da 16 foi preservada)

## Conteúdo
Os versos são uma crítica à sociedade decadente da Roma Antiga.